# Hospital Tycoon
Hospital Tycoon è un videogioco gestionale pubblicato nel 2007 da Codemasters.

## Modalità di gioco
Hospital Tycoon mescola elementi di Theme Hospital e The Sims con la trama di un medical drama.